# Első koalíciós háború
Az első koalíciós háború 1792 és 1797 között zajlott le a Francia Köztársaság és egy több államból álló koalíció között. A háború francia győzelemmel végződött.

## Előzményei
Az első koalíció 1792-ben jött létre a Habsburg Birodalom, Spanyolország, Egyesült Királyság, Szardínia és a Nápolyi Királyság részvételével. A koalíció fő szervezője Anglia volt, amelyhez sorra csatlakoztak a feudális-abszolutista európai monarchiák. A forradalomellenesség kibékítette a rivális Poroszországot és Ausztriát. 1791. augusztus 27-én a porosz II. Frigyes Vilmos és Habsburg II. Lipót a közösen kiadott pillnitzi nyilatkozatban intervencióval fenyegette meg a franciákat, ha a királynak baja esne. A francia király és az udvar háborút akart, hogy a vereség hatására restaurálhassák hatalmukat. A girondista kormány szintén a háború mellett foglalt állást, és 1792. április 20-án a Francia Köztársaság hadat üzent a Habsburg Birodalomnak, és kezdetét vette az első koalíciós háború. 

## Lefolyása
A hadüzenetet követően a Porosz Királyság a Habsburgok mellé állt. A Karl Wilhelm Ferdinand braunschweigi herceg vezette porosz hadsereggel szemben a Charles-François Dumouriez tábornok parancsnoksága alatt álló franciák folyamatos hátrálásra kényszerültek és 1792. szeptember 1-én feladták Verdunt. Dumouriez tábornok a Párizst védő másik hadsereggel egyesülve 1792. szeptember 20-án a valmy-i csatában megállította a porosz előretörést. A támadásba lendülő francia csapatok elfoglalták Speyert, Wormsot, Mainzot, majd a Rajnán átkelve Frankfurtot és Koblenzet. Délen a francia csapatok megszállták Savoyát, amelyet 1792. október 22-én a Francia Köztársasághoz csatoltak. Dumouriez tábornok 1792. november 6-án a jemappes-i csatában vereséget mért az osztrákokra, majd bevette Brüsszelt, Liège-t és Antwerpent. Namur elfoglalásával lényegében egész Osztrák-Németalföld francia kézbe került.
1793. február 1-én a köztársaság hadat üzent az Egyesült Királyságnak és Hollandiának, március 7-én pedig Spanyolországnak. Franciaország ellenfelei ekkor Nagy-Britannia vezetésével koalícióba szerveződtek. A Frigyes Józsiás, Coburg hercege által vezetett császári csapatok a neerwindeni győzelem (1793. március 18.) után visszafoglalták Dél-Németalföldet. (A megvert Dumouriez két héttel később átszökött az ellenséghez.) 1793. július 28-án az osztrákok visszafoglalták Mainzot, ugyanakkor a Navarrából kiindulva a spanyol csapatok átlépték a déli határt. Ám ekkor döntő fordulat következett be: a hondschootei és a wattignies-i csatákban Coburg hercege vereséget szenvedett a Lazare Carnot és Jean-Baptiste Jourdan vezette franciáktól. A vendée-i felkelés és a déli föderalista lázadás ezután összeomlott, az angolok kénytelenek voltak kiüríteni Toulont, Savoyát ismét elfoglalták a franciák, és Lazare Hoche a Rajna mögé szorította az osztrákokat.
1794. május 18-án Jean-Charles Pichegru tábornok a tourcoing-i csatában vereséget mért Coburgra, aki június 26-án a fleurusi csatában Jourdannal szemben ismét vereséget szenvedett, ezzel Dél-Németalföld ismét elveszett az osztrákok számára. Pichegru 1795 januárjában átkelt a Rajnán és Hollandiában kikiáltotta a Batáviai Köztársaságot. Poroszország a bázeli egyezménnyel (1795. április 5.) kilépett a háborúból és a rajnai határok elismerésével lemondott több területéről a franciák javára. A példát követve Hollandia, majd Spanyolország is békét kötött Franciaországgal. Viszont a francia köztársaság bekebelezte Dél-Németalföldet, ezzel kizárta a Habsburg Birodalommal való megegyezés lehetőségét. 
A háború további súlypontja 1796-tól Itália területére helyeződött át. Az itáliai hadjáratban Napoléon Bonaparte tábornok vezette francia csapatok 1796 áprilisában a montenottei és a mondovì csatákban győzelmet arattak az osztrákok felett. A lodi csata után 1796. május 14-én a franciák bevonultak Milánóba. Parma, Modena, Genova és a Pápai állam lényegében behódolt Bonaparténak, aki 1796. november 16–17 között az arcolei, majd 1797. január 14–15-én a rivoli csatákban ismét vereséget mért az osztrákokra. Ennek következtében a Mantovában korábban körülzárt osztrák csapatok is letették a fegyvert. Bonaparte tábornok a Pótól északra és délre fekvő területeken létrehozta a Ciszalpin Köztársaságot, majd tovább folytatta az előrenyomulást Karintia irányába. Közben az ildefensói szerződés értelmében Spanyolország a franciák oldalára állt, de a spanyol flotta a St. Vincent-foki csatában (1797. február 14.) súlyos vereséget szenvedett a brit flottától. A rajnai frontokon – ahol korábban Károly főherceg sikerrel tartóztatta fel a francia előrenyomulást – Lazare Hoche tábornok neuwidi győzelme (1797. április 18.) végképp eldöntötte a háború sorsát.

## Következményei
Az 1797. október 17-én megkötött Campo Formió-i békében a Habsburg Birodalom lemondani kényszerült Dél-Németalföldről és Lombardiáról, cserébe megkapta Velencét.